# Koksijde
Koksijde là một đô thị ở tỉnh Tây Flanders bên bờ Biển Bắc. Đô thị này gồm thị trấn Koksijde, Oostduinkerke, St-Idesbald và Wulpen. 

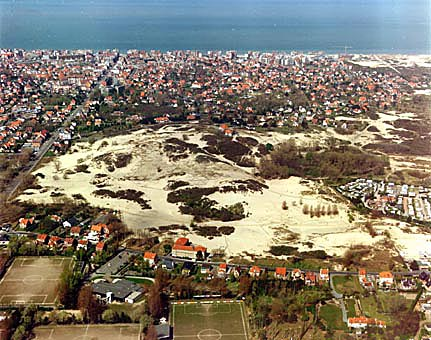
Nhìn tử trên cao

Tại thời điểm 1 tháng 1 năm 2006, Koksijde có dân số 21.269 người. Tổng diện tích là 43,96 km² với mật độ dân số là 484 người trên mỗi km².